# Gum Springs
Gum Springs é uma cidade  localizada no estado americano de Arkansas, no Condado de Clark.

## Demografia
Segundo o censo americano de 2000, a sua população era de 194 habitantes.
Em 2006, foi estimada uma população de 189, um decréscimo de 5 (-2.6%).

## Geografia
De acordo com o United States Census Bureau, a localidade tem uma área de 1,0 km², sem área coberta por água.

## Localidades na vizinhança
O diagrama seguinte representa as localidades num raio de 32 km ao redor de Gum Springs.